# Sylvanus Olympio
Pour les articles homonymes, voir Olympio.
Sylvanus Olympio, né le 6 septembre 1902 à Kpando et assassiné le 13 janvier 1963 à Lomé, est un homme politique togolais, premier président de la République togolaise du 15 avril 1961 au 13 janvier 1963, date de son assassinat devant l'ambassade américaine de Lomé lors du coup d'État de 1963 fomenté par Gnassingbé Eyadema. 
Il exerce précédemment la fonction de Premier ministre du Togo à partir d'avril 1958, après les toutes premières élections législatives libres et transparentes ; il prit ses fonctions après une cérémonie solennelle à la Chambre des représentants le 16 mai de la même année,.

## Biographie

### Naissance et famille
Sylvanus Olympio est né le 6 septembre 1902 à Kpando dans le Togo allemand : cette partie du territoire résultant de la division de la colonie allemande entre la France et le Royaume-Uni après la défaite de l'Allemagne lors de la Première Guerre mondiale reviendra à l'administration britannique et sera rattachée au Ghana lors de l'indépendance.
Son père, Epiphanio Elpidio Olympio (1873-1968), était un très riche commerçant et planteur de cocoteraies, né d’une femme yoruba, princesse nigériane d’Abéokuta, et de Francisco da Silva Olympio, brésilien ; il récupérait des esclaves établis à Agoué dans le but de les élever. La mère de Sylvanus, Fidélia Afe (1862-1967), était de l’ethnie mamprusi de la ville de Dapaong, au nord du Togo. Les Olympio, famille fondatrice du Togo, sont aujourd'hui considérés comme l'une des familles les plus riches et puissantes d'Afrique de l'Ouest.

### Éducation
Sylvanus Olympio a fait ses études primaires à la Mission catholique allemande et à l’école coloniale française à Lomé, puis ses études secondaires dans le système anglais, à Kpando, au Togo britannique. En 1920, Sylvanus Olympio quitte l'Afrique pour poursuivre ses études à Londres, où il obtient la London Matriculation (l’équivalent du baccalauréat français) puis un diplôme en économie politique, en 1926, à la London School of Economics. Il ne sera pas le seul Olympio à être diplômé de la très prestigieuse LSE. Il suit ensuite des études supérieures en droit international à Dijon, en France, puis à Vienne, en Autriche,.

### Carrière professionnelle
En 1927, à la sortie de ses études, il est recruté par la Lever Brothers Company à Londres. En 1928, il rentre en Afrique, où il est affecté d’abord comme adjoint à l’agent général de la compagnie Unilever, à Lagos, au Nigeria, avant d'être muté comme chef de la société à Hô, au Ghana.
En 1932, Sylvanus Olympio est muté au Togo, où il est nommé directeur général Togo de la United Africa Company (UAC), filiale du groupe Unilever en zone française. Il est aussi le porte-parole de la All Ewe conference à l'ONU. De sa création 1946 à 1952, il est président de l'Assemblée territoriale du Togo. Son anglophilie préoccupe le pouvoir français qui lui préfère  Nicolas Grunitzky, leader du Parti togolais du progrès, plus proche de l’administration coloniale : Nicolas Grunitzky devient le chef du gouvernement togolais en septembre 1956 jusqu’aux élections d’avril 1958. Sylvanus Olympio est par ailleurs privé de ses droits civiques par les autorités coloniale françaises, qui prennent prétexte d'une histoire douteuse de trafic de devises.

### 1958: Premier ministre du Togo autonome
En avril 1958, lors des élections législatives, les électeurs togolais votent massivement pour les indépendantistes du Comité de l'unité togolaise. Sylvanus Olympio est amnistié par l'Assemblée nationale de la République autonome du Togo sortie des urnes, et en est nommé le premier ministre. En septembre 1958, Charles de Gaulle revient au pouvoir. Il redéfinit le cadre de la Communauté française, après un référendum pour accorder un peu plus d'autonomie aux peuples au sein des colonies françaises d'Afrique. Sylvanus Olympio, bien que ne se sentant pas concerné par les clauses de ce référendum, se rend à Paris pour s'entretenir avec lui, et engage à son retour au Togo le processus d'indépendance du pays. Vexé par son comportement, le général de Gaulle lui propose une indépendance immédiate le 27 avril 1958 mais Sylvanus Olympio, ne se sentant pas prêt, va réussir à la faire repousser au 27 avril 1960, après l'approbation des autorités onusiennes.
Sylvanus Olympio mène une politique opposée à une réunification Ghana-Togo malgré ses liens avec le peuple des Ewes. Il s'affirme en faveur d'un maintien du Togo dans la zone franc CFA, mais plaide pour plus de flexibilité afin, par exemple, de lier la monnaie togolaise (la Banque centrale du Togo est fondée en 1962) au Deutsche Mark, ce que la France refuse. Olympio plie sur la question de la monnaie, mais insiste pour maintenir un marché togolais libre et ouvert à l'international. En mars 1958, le premier ministre togolais envoie une lettre au président de la commission de la CEE, souhaitant y adhérer au titre de l'article 238 du Traité instituant la Communauté économique européenne auquel le Togo est associé en tant que pays africain français. Cette demande révèle une détermination de la part d'Olympio de ne pas se subordonner au système français. Il ne souhaite pas développer des liens économiques exclusifs avec ses voisins, ne leur prêtant que peu de confiance.
Une fois l'indépendance proclamée, Sylvanus Olympio s'emploie à développer des liens bilatéraux avec l'Allemagne et les États-Unis. Il s'entoure d'un conseiller monétaire allemand, Erwin von Mann. Les États-Unis fournissent des aides alimentaires et financières, et approuvent l'ambition d'autonomie économique du Togo.

### 1961: présidence du Togo et dérive autocratique
Une fois l'indépendance du Togo proclamée le 27 avril 1960, les premières élections législatives et présidentielle ont lieu le 9 avril de l'année suivante en même temps qu'un référendum constitutionnel.
Mettant fin au multipartisme qui avait jusqu'alors cours dans le pays, Olympio n'organise pas des élections de nature démocratique. En tant que premier ministre et chef de l'état par intérim, il empêche ainsi une coalition de partis d'opposition composée de l'Union Démocratique des Populations Togolaises (UDPT) et de la Juvento de présenter ses candidats. Son Parti de l'unité togolaise remporte ainsi la totalité des sièges en l'absence totale d'opposants, tandis qu'Olympio est élu président dans les mêmes conditions. La nouvelle constitution qu'il fait adopter le même jour par référendum fait passer le pays d'un régime parlementaire à un régime semi-présidentiel lui octroyant des pouvoirs élargis.
Olympio met rapidement en place un régime autocratique excluant les élites politiques du nord du pays et s'appuyant sur celles du milieu des affaires du sud, auparavant privilégiées à l'époque coloniale. L'année suivante, les partis politiques autre que le PUT sont interdits, ce dernier étant de fait érigé en parti unique, et l'opposition est réprimée.
Il doit gérer une crise avec les démobilisés de l'armée française. Ces derniers demandaient à être incorporés au sein des forces armées togolaises, mais Olympio n'avait pas confiance en eux, les voyant comme des mercenaires pour avoir servi l'ancienne puissance coloniale, et souhaitait conserver une armée de petite taille, peu coûteuse. Il aurait proposé aux démobilisés de leur octroyer un fonds afin qu'ils investissent dans le projet de leur choix.

### Distances avec la France
Sylvanus Olympio n'est pas opposé à la France mais souhaite consolider l'indépendance du Togo par une politique d’équilibre, en développant des rapports diplomatiques et économiques avec d'autres pays que la France, comme l'Allemagne ou les États-Unis. Sa politique est jugée par le gouvernement français opposée aux intérêts français. En mai 1960, il avait confié à l’AFP : « Je vais faire mon possible pour que mon pays se passe de la France. »
Le Togo ne participe pas aux conférences d'Abidjan et de Brazzaville de 1960, et de fait ne fait pas partie de l'Union africaine et malgache de coopération économique. En septembre 1962, un accord est signé qui prévoit la création d'une banque centrale togolaise composée d'une direction franco-togolaise. Le franc togolais est garanti de façon illimitée par le Trésor français. Début 1963, Olympio envisage de sortir de la zone franc (CFA).
Il fut reçu le 31 mars 1962 par Jacques Foccart, le conseiller de l'Elysée pour l'Afrique, dix jours après avoir rencontré le président Kennedy à Washington. Dans un entretien donné à la presse en 1995, Foccart déclarera que « Sylvanus Olympio n’était pas un de nos amis. Avec lui, mes relations n’ont jamais été cordiales comme celles que j’entretenais avec Nicolas Grunitzky [l’homme qui devait lui succéder après le coup d’État]. »

## Assassinat
Sylvanus Olympio est mort dans la nuit du 12 au 13 janvier 1963. Il est d'abord attaqué le 12 à 23 heures devant son domicile par un commando de six hommes, puis est assassiné le lendemain matin à 7 h 15 devant l'ambassade des États-Unis à Lomé où il s'était réfugié. Selon Gilchrist Olympio, l'un des fils du défunt, c'est l'ambassadeur français Henri Mazoyer qui a prévenu l'ambassadeur américain Leon B. Poullada de la situation à l'ambassade américaine dans la nuit, vers 3 h 30. Ce dernier se serait rendu à son ambassade, y aurait retrouvé Sylvanus Olympio, et aurait prévenu son homologue français de la situation. À 7 h 15, trois coups de feu sont entendus provenant de l'ambassade américaine où Sylvanus Olympio a été retrouvé assassiné.
Le groupe de Monrovia, qui réunit une vingtaine de pays africains, condamne cet assassinat et demande au nouveau président Grunitzky d’ouvrir une enquête pour identifier les commanditaires et d’entreprendre des poursuites judiciaires contre les soldats impliqués, mais Grunitzky ne donne pas suite. Le secrétaire général de l'ONU déclare de son côté ne pas être habilité à diligenter l’enquête internationale que lui réclame le président guinéen Sékou Touré.
Gnassingbé Eyadema, président du 15 avril 1967 au 5 février 2005, aurait participé activement à l’assassinat, ce qu'il revendique par voie de presse (puis se rétracte au micro de RFI en 1992). Malgré le Freedom of Information Act, les autorités américaines n'ont toujours pas livré les détails sur les circonstances de cet assassinat d'un président africain au sein de l'une de ses ambassades.
Le 8 septembre 2011, un officier de la CVJR présent sur place le soir du crime affirme que « c’est PAUC, un soldat français, qui a tué le président togolais Sylvanus Olympio, le Père de l’Indépendance », un témoignage relayé par RFI. Pour autant, les commanditaires de l'assassinat ne sont pas identifiés.
Il est enterré au Bénin. Sa famille n'a pas demandé le rapatriement de son corps au Togo.

## Vie privée
Sylvanus Olympio épousa Dina Grunitzky (1903-1964), fille d’un officier allemand d’origine polonaise et d’une mère Anlo (un sous-groupe des Ewes) de Kéta et demi-sœur de Nicolas Grunitzky. Ils eurent 5 enfants : Kwassi Bonito Herbert (décédé le 25 août 1994), Ablavi Rosita, Kwami Gilchrist Sylvanus (Gilchrist Olympio), Ayaba Sylvana et Kodzo Elpidio Fernando.